# Seringă

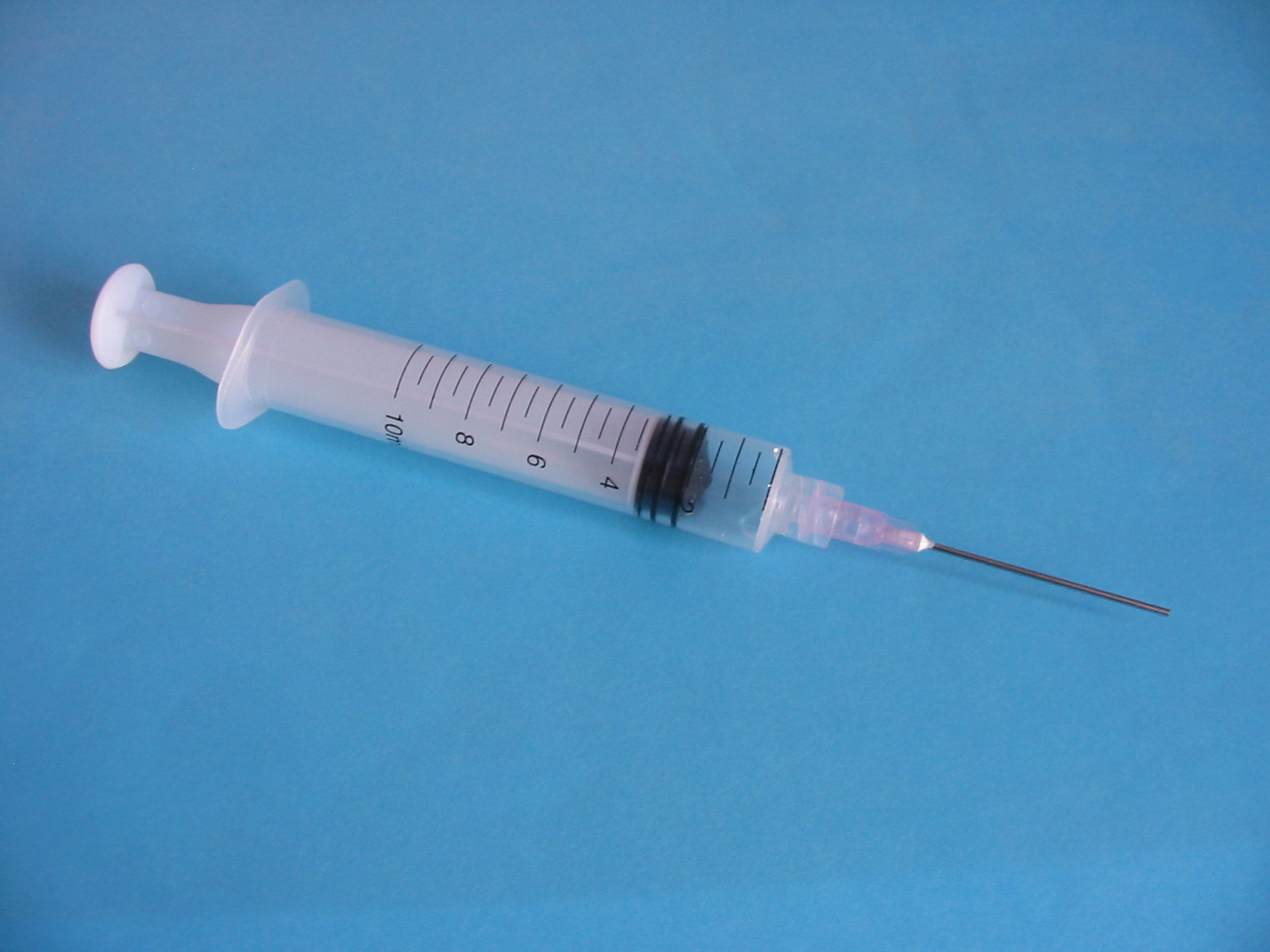
Seringă

Seringă

Seringa este un instrument medical folosit pentru a introduce sau pentru a scoate din organism un lichid, pentru a lua probe de sânge etc., care constă dintr-un cilindru de sticlă sau de material plastic cu un piston etanș, la care se adaptează un ac tubular.13 Februarie 1853 Medicul francez Charles Gabriel Pravaz inventează seringa.